# Pitt Island (British Columbia)
Pitt Island är en ö i provinsen British Columbia i Kanada. Den ligger i North Coast Regional District vid Kanadas västkust. Ön sträcker sig från sydöst till nordväst och skiljs från fastlandet av Grenville Channel och från Banks Island av Principe Channel. Arean är 1 375 kvadratkilometer. Öns högsta punkt är Heavenor Peak 1 099 meter över havet.